# Петрус, Леви
Пе́трус Ле́ви Пе́трус (швед. Petrus Lewi Pethrus; 11 марта 1884, Варгён, лен Эльвсборг, Швеция — 4 сентября 1974, Стокгольм, Швеция) — шведский пятидесятнический лидер, пастор, проповедник, поэт; один из основателей и почётный президент шведской Христианско-демократической партии; основатель и главный редактор ежедневной газеты «Dagen».
Леви Петрус сыграл ключевую роль в становлении и развитии пятидесятнического движения в Швеции. В годы его пасторства (1913—1958 гг.) церковь «Филадельфия» была крупнейшей пятидесятнической общиной мира.

## Биография

### Начало служения
Леви Петрус родился 11 марта 1884 года в местечке Варгён западной шведской провинции Вестергётланд в семье Юхана Юнссона и Анны Кристины Петерсдоттер. Сын фабричного рабочего, Леви с детства был пастухом, с 13 лет работал посыльным на почте, позже — на химическом заводе и бумажной фабрике; с 15 лет — на обувной фабрике. В возрасте 15 лет, 12 февраля 1897 года он получил крещение в баптистской церкви Венерсборга. В 1900—1903 гг. проживал в Норвегии, где работал сапожником и старательно участвовал в жизни поместных баптистских общин.
В 1904—1906 гг. Петрус обучался в Вефильской семинарии в Стокгольме. Позже он признался, что обучение в семинарии подорвало его веру в божественность Христа, однако после личной встречи со Христом «в видении», он вновь уверовал.
После завершения обучения, осенью 1906 года Петрус прошёл обязательную военную службу. В том же году он был избран пастором баптистской церкви Лидчёпинга, где служил в течение пяти лет.

### Переход в пятидесятничество
В январе 1907 года Леви Петрус из газет узнаёт о пятидесятническом пробуждении в Осло, где трудился Томас Барратт. После личной встречи с Барраттом, он присоединился к движению пятидесятников. Тем не менее, некоторое время после этого Петрус оставался пастором баптистской церкви в Лидчёпинге. В 1911 году Петрус перебрался в Стокгольм, где становится пастором баптистской церкви «Филадельфия», состоящей из 70 членов. Лишь в 1913 году Союз баптистов Швеции исключает Леви Петруса и общину «Филадельфия» из своей деноминации — поводом стало разногласие в вопросах причастия (Петрус практиковал открытое причастие для всех желающих). На тот момент в церкви «Филадельфия» было уже 438 членов. Это событие послужило толчком к формированию пятидесятнического движения Швеции. Изгнание церкви «Филадельфия» из баптистского союза не было единодушно воспринято самими баптистами, многие из которых увидели в нём нарушение принципа автономии общины. К разочарованию баптистских лидеров, исключение «Филадельфии» из ассоциации привело к дальнейшему дроблению баптистского союза — всё большее число общин решили покинуть эту деноминацию.

### Пастор церкви

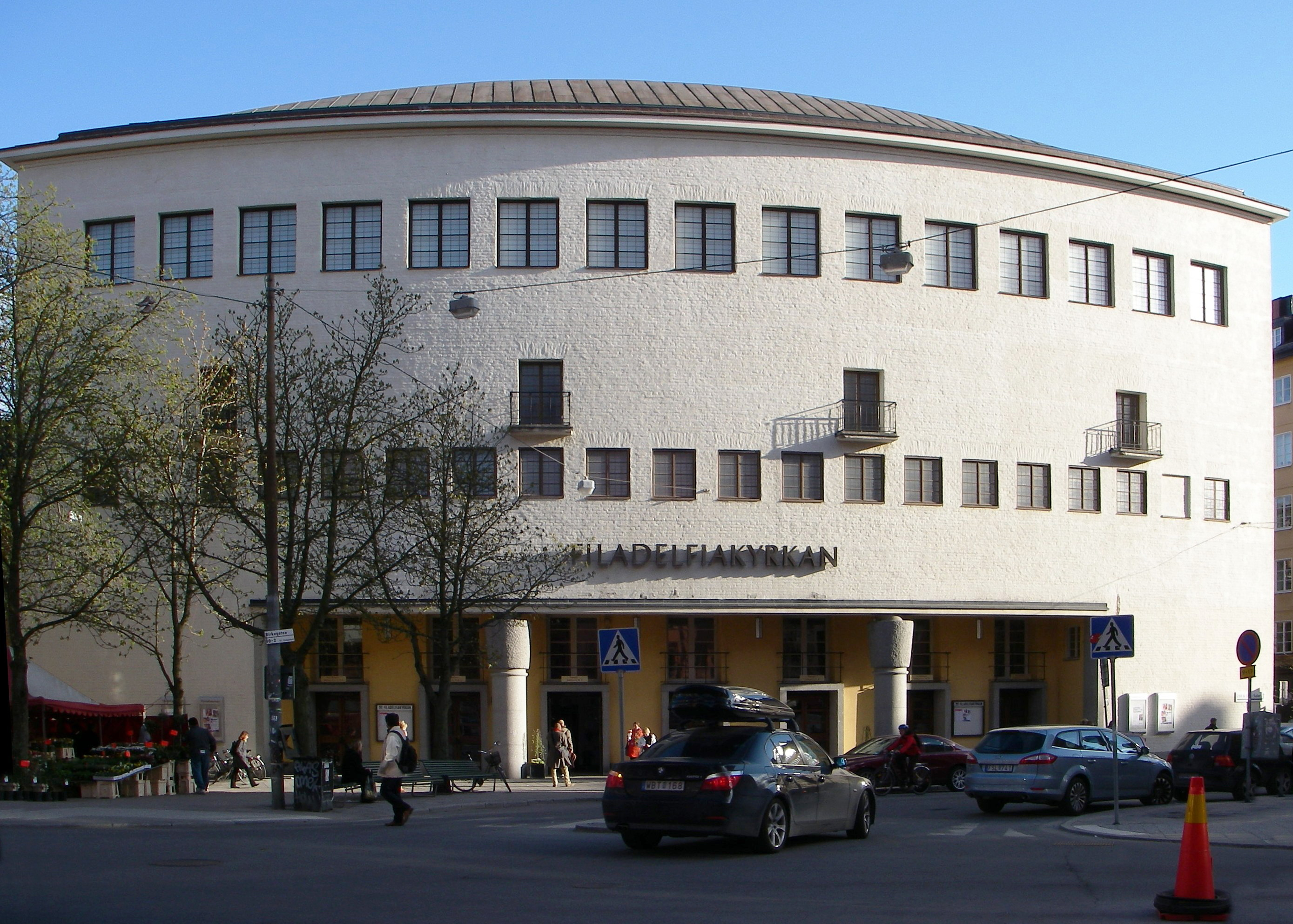
Церковь «Филадельфия», на момент открытия (1930) имела крупнейший в Швеции зал, вмещавший 3,5 тыс. человек

В 1911 году на базе церкви «Филадельфия» была создана миссия, в 1912 — издательский дом, в 1915 — библейская школа, в 1916 году вышел в свет первый номер еженедельного журнала Gospel Herald.
Под пасторским руководством Петруса, церковь «Филадельфия» стремительно увеличивалась. К 1918 году в церкви было уже 1,8 тыс. членов; к 1926 это число достигло 3,2 тыс.; к 1938 — 5,9 тыс. На протяжении десятилетий церковь Филадельфия оставалась крупнейшим пятидесятническим приходом в мире (пока, в начале 1960-х годов её не превзошли чилийские и корейские общины). Одновременно, с ростом в Стокгольме, пятидесятническое движение росло по всех Швеции — в 1923 году на территории страны действовало уже 300 пятидесятнических «свободных» общин.
По инициативе Петруса церковь «Филадельфия» выкупает особняк Рёрстанд и на его территории строит в 1929-30 годах церковное здание. К моменту открытия храм имел 3,5 тыс. мест, что делало его крупнейшим пятидесятническим храмом в мире. По данным газеты Dagens Nyheter, церковное здание «Филадельфия» остаётся крупнейшим храмом свободных церквей в Европе.
В 1942 году при личном участии Петруса пятидесятники Швеции открыли высшее учебное заведение. В 1945 году Петрус основал и возглавил газету ежедневную газету «Dagen» («День»), выходящую и по сей день. В 1952 году при церкви Филадельфия был создан кредитный банк «Самспар», помимо прочего, занимавшийся спонсированием евангелизационных кампаний. В 1955 году по инициативе Петруса было создано «Международное христианское радио» (I. B. R. A. Radio), вещавшее долгие годы также и на русском языке на коротких волнах. Среди прочих служений Петруса особый успех имели реабилитационные центры для алко- и наркозависимых.
Леви Петрус предпринял ряд экуменических усилий. Ещё в 1939 году под его председательством в Стокгольме прошла международная пятидесятническая конференция, в которой участвовали представители из двадцати стран.
В 1955 году церковь «Филадельфия» принимала у себя четвёртую Всемирную пятидесятническую конференцию. В церкви Петруса проповедовали англиканские, лютеранские и католические священники.
В 1949 году Уитонский колледж присвоил Петрусу звание почётного доктора богословия.

### Дальнейшее служение

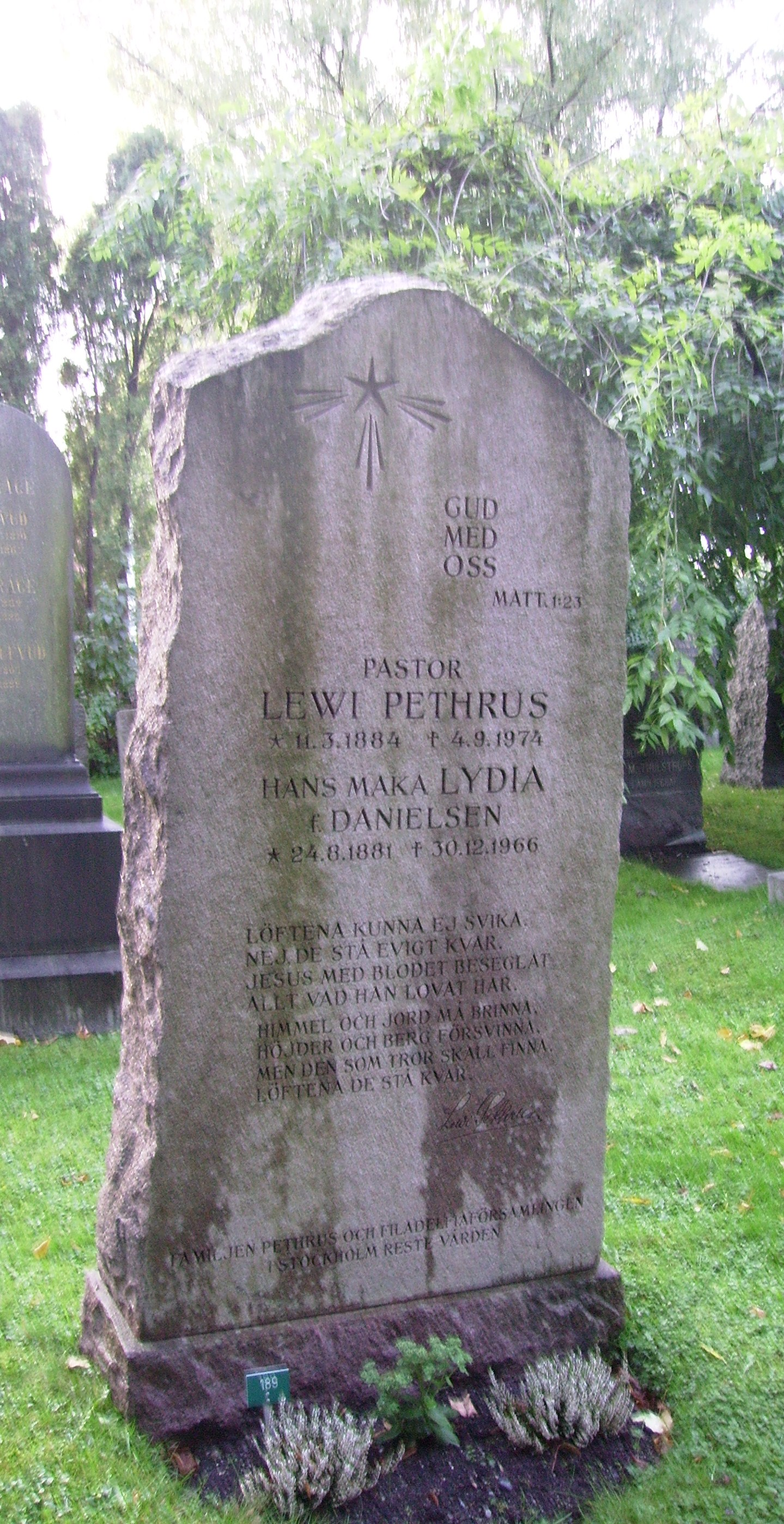
Могила Леви Петруса и его жены Лидии на кладбище Солна, Стокгольм

7 сентября 1958 года Петрус оставил служение пастора церкви, однако продолжил выступать в качестве проповедника в различных пятидесятнических общинах Швеции и других странах.
В 1959 году он основал Благотворительный фонд Леви Петруса.
В 1963 году внимание шведской общественности приковывает реформа образования, предложившая сократить преподавание религии в школьной программе. Несмотря на широкие акции протеста и петицию, под которой подписались 2,1 млн шведов (самая массовая петиция в истории страны), реформа была принята парламентом. В редакционных статьях газеты «Dagen» Петрус обвиняет правительство в материализме и атеизме и рассуждает об идее создания «христианской» партии. В 1964 году по инициативе Петруса создаётся Христианско-демократической партии, вице-председателем которой он был в 1964—1968 годах.
В последние семь лет жизни Леви Петрус все зимы проводил у своего сына Ингмара в Вентуре, штат Калифорния.
В 1973 году указом короля Швеции Карла XVI Густава Леви Петрус становится кавалером Ордена Вазы. На праздновании 90-летия в марте 1974 года Петруса лично поздравил глава государственной Церкви Швеции архиепископ Улоф Сундбю. Летом 1974 года на ежегодном съезде шведских пятидесятников в Ньюхеме Петрус произнёс свою последнюю проповедь.
Леви Петрус скончался 4 сентября 1974 года в возрасте 90 лет. Похоронен в Стокгольме.

## Семья
Леви Петрус женился 12 апреля 1913 года на Лидии Юсефине Даниельссон (1881—1966). Венчание прошло в баптистской церкви «Вифания» в норвежской коммуне Крагерё. У Леви и Лидии было девять детей (Дора, Ингмар, Карл-Якоб, Кнут (1924), Лильен, Мириам (1916), Оливер, Рачел (Рахиль, 1924) и неизв.), ещё один ребёнок родился мертвым.
Лестер Самралл так вспоминал семью Петрусов:

 Мы часто все вместе сидели за столом — мать, отец, дети, гости. В дополнение к молитве благодарения Господу за пищу все кланялись матери и благодарили её за вкусно приготовленную трапезу. В конце обеда, перед тем как выйти из-за стола, все снова кланялись в сторону матери и говорили: «Мама, всё было так вкусно. Спасибо». Примерно то же самое я наблюдал и в Норвегии в доме Барратта. В других странах такого почтения и уважения к матерям я не видел.— Лестер Самралл «Пионеры веры»
Внук Петруса — Пер Эгон Юханссон (род. 1951) и внучка — Дезире Петрус (род. 1959) стали известными шведскими политиками Христианско-демократической партии.

## Наследие
Леви Петрус является автором нескольких десятков гимнов, используемых шведскими пятидесятниками на богослужении. В 1930 году он издал песенный богослужебный сборник «Песни победы» (452 псалма), в который вошли около двадцати его собственных гимнов. Своё самое известное произведение «Обещания не разочаруют» Петрус начал писать в 1913 году, находясь в переживаниях из-за тяжёлой болезни жены; два последних куплета были дописаны позже, в момент жёсткой атаки на церковь «Филадельфия» со стороны светских СМИ. Данное произведение также вошло в лютеранскую Шведскую книгу псалмов (№ 254), различные песенники Армии Спасения и в католический песенник.
Петрус также был плодовитым автором. Его книги переведены на многие языки мира. Помимо книг Петрусом было написано много статей для периодических изданий.

### Библиография

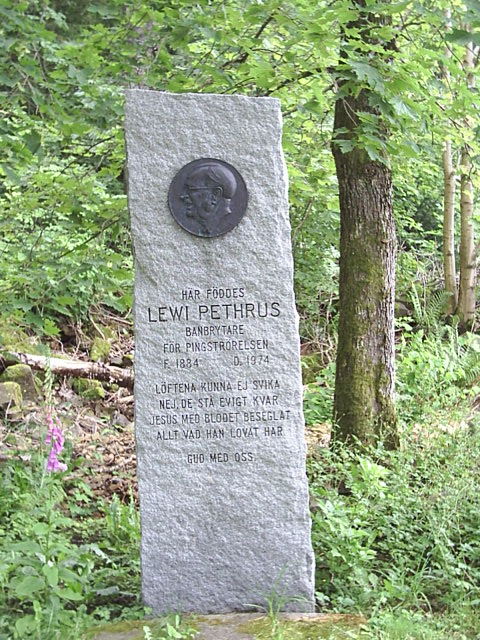
Мемориальный камень на месте рождения Петруса

## Память о Петрусе
- В Варгёне, где родился Петрус, установлен мемориальный камень.
- В 2001 году шведский писатель Пер Улов Энквист опубликовал роман «Путешествие Леви» («Lewis Resa»), в котором рассказывается о сложных взаимоотношениях Леви Петруса и шведского богемного поэта, одного из лидеров шведских пятидесятников Свена Лидмана[10].

## Комментарий
1. ↑  первоначально Петрус (Пётр) Леви Юханссон
2. ↑  в ряде источников используется термин excommunication, который можно перевести как отлучение. См. Davidsson T. H. Lewi Pethrus’ Ecclesiological Thought 1911-1974: A Transdenominational Pentecostal Ecclesiology. — College of Arts and Law University of Birmingham. — Birmingham, 2012. Архивировано 6 февраля 2018 года.